# Eduardo Cesti
Eduardo Cesti Vílchez (Lima, 8 de diciembre de 1941-Lima, 4 de diciembre de 2020) fue un actor peruano de cine y televisión. Protagonizó Gamboa, la serie policial peruana de mayor éxito de los años ochenta.

## Carrera artística
Cesti, protagonista de una de las más importantes producciones de la televisión peruana, cumplió cincuenta años de carrera artística (1963-2013) sin dejar de luchar contra la diabetes que padece.
Uno de sus papeles más recordados es su protagónico en la serie Gamboa, la serie transmitida por Panamericana Televisión que lo lanzó a la fama y que lo mantuvo vigente en el recuerdo de sus seguidores. En vida, una de sus últimas apariciones fue en Tribulación en 2011.
Falleció en Lima el 4 de diciembre de 2020, cuatro días antes de cumplir 79 años.

## Filmografía

### Televisión
- 2011: Tribulación como Ángel Caliel.
- 2008: Sally, la muñequita del pueblo como Cervera.
- 2008: Chapulin, el dulce como Gregorio.
- 2006: Amores como el nuestro como Alfonso.
- 2005: Nunca te diré adiós como Padre Iginio.
- 2004: Eva del Edén como Hernando de Palomino (de viejo).
- 2003: La mujer de Lorenzo
- 2000: Estrellita como Gumercindo.
- 1998: Amor Serrano como Aquiles Acuña.
- 1997: La rica Vicky como Julio "Pocho" Carranza.
- 1995: Los unos y los otros como Horacio.
- 1994: Los de arriba y los de abajo como Felipe Arias Brady.
- 1986: "Gamboa" - 3a. temporada
- 1985: No hay porqué llorar
- 1983: Barragán
- 1983-1984: "Gamboa" como el mayor Edgar Gamboa
- 1974: Teatro Universal
- 1974: Destino
- 1972: Mujeres que trabajan
- 1970: Natacha
- 1969: Simplemente María
- 1967: Ud. es el juez

### Cine
- 1975: El fuego del pecado
- 1990: Ni con Dios ni con el Diablo
- 1993: Fire on the Amazon como Rafael Santos.
- 2003: Paloma de papel como el herrero

- 2003: Confianza ...corto
- 2008: Pasajeros como Pedro Hidalgo
- 2012: El Afilador ...corto
- 2015: Atacada: La teoría del dolor